# Пантелей, Николай Петрович
Никола́й Петро́вич Пантеле́й  (бел. Мікала́й Пятро́віч Панцяле́й; родился 10 января 1953 года в дер. Костюки, Борисовского района, Минской области) — белорусский государственный деятель, с мая 2006 года по февраль 2014 года — Министр связи и информатизации Республики Беларусь 

## Биография
В 1975 году окончил Минский радиотехнический институт по специальности радиотехника. Трудовую деятельность начал с 1975 года на Минском электромеханическом заводе в должности инженера, затем работал начальником конструкторского бюро, начальником отдела, заместителем секретаря парткома с правами райкома, освобожденным секретарем парткома с правами райкома, главным инженером завода. В 1994 году назначен директором Минского электромеханического завода.
С 2003 года по 2004 год – первый заместитель главы администрации Ленинского района г. Минска. В 2004-2005 гг. – глава администрации Октябрьского района г. Минска. В 2005-2006 гг. – первый заместитель председателя Минского городского исполнительного комитета. С мая 2006 года по февраль 2014 – Министр связи и информатизации Республики Беларусь.

## Награды
- Лауреат Государственной премии Республики Беларусь в области науки и техники (2003)[2]